# Hans Peter Kammerer
Hans Peter Kammerer (* 2. April 1965 in Bruneck, Südtirol) ist ein italienisch-österreichischer Opernsänger (Bariton). Er ist langjähriges Ensemblemitglied der Wiener Staatsoper und wurde am 18. Juni 2018 mit dem österreichischen Berufstitel „Kammersänger“ ausgezeichnet.

## Leben
Kammerer wurde als Sohn von Südtiroler Geschäftsleuten in Mühlbach am Eingang zum Pustertal geboren, wo er aufwuchs und seinen musikalischen Lebensweg im Alter von fünf Jahren mit der Blockflöte begann. Motiviert durch die Anerkennung der ihn unterrichtenden Ordensfrau begann er drei Jahre später mit dem Unterricht auf dem Horn, das er später nahezu perfekt beherrschte und mit dem er etwa zehn Jahre später in einigen kleineren und größeren Ensembles mitspielte. Außerdem trat er als Solosopran im Vinzentiner Knabenchor auf und nahm Klavierunterricht.
Nach der Matura studierte er am Max Reinhardt Seminar und an der Musikhochschule Wien unter anderem bei Walter Berry und erhielt seine ersten Engagements an der Wiener Kammeroper und bei den Bregenzer Festspielen. Weitere Auftritte führten ihn an die Staatsoper Berlin, ans Brüsseler Opernhaus La Monnaie/De Munt, zu den Salzburger Pfingstfestspielen, zum Festival–Mozart in Schönbrunn, an die Opéra Bastille und das Staatstheater Stuttgart, an die Opernhäuser von Genf, Barcelona und Lyon sowie ab 1994 an die Volksoper Wien.
Seit seinem Debüt am 5. Jänner 1995 als Dancaïro in der Oper Carmen an der Wiener Staatsoper gehört Kammerer dem Ensemble des Hauses an, wo er inzwischen in mehr als 500 Aufführungen gesungen hat.
Aus der Ehe von Hans Peter Kammerer mit der Mezzosopranistin Angelika Kirchschlager, von der er getrennt lebt, entstammt der 1995 geborene gemeinsame Sohn Felix Kammerer.

## Auszeichnungen
- 2018: Verleihung des Berufstitels Österreichischer Kammersänger[2][3]

## Repertoire (Auswahl)
- Ascanio (Schnittke: Gesualdo)
- Marullo (Verdi: Rigoletto)
- Barbier (R. Strauss: Die schweigsame Frau)
- Achter Stammesfürst (Schönberg: Moses und Aron)
- Graf Dominik (R. Strauss: Arabella)
- Spalanzani (Offenbach: Les Contes d’Hoffmann)
- Hauptmann (Tschaikowski: Eugen Onegin)
- Haly (Rossini: L’italiana in Algeri)
- Masetto (Mozart: Don Giovanni)
- Haushofmeister (R. Strauss: Ariadne auf Naxos)
- Papageno (Mozart: Die Zauberflöte)
- Dr. Falke (J. Strauss: Die Fledermaus)
- Gubetta (Donizetti: Lucrezia Borgia)
- Kleiner Sträfling (Janáček: Aus einem Totenhaus)
- Wagner (Gounod: Faust)
- Mitjuch (Mussorgski: Boris Godunow)